# Nam Ou
Nam Ou (Laoski: ນ້ຳອູ doslovno: "rijeka zdjelice riže") je jedna od najvažnijih rijeka u Laosu.
Teče 448 km od Phongsaly do Luang Prabang provincije. U blizini ušća u Mekong nalaze se spilje Pak Ou, poznate po kipovima Bude.

## Promet
Uz Mekong, Nam Ou je jedini prirodni put prikladan za plovidbu prijevoznih plovila, što je vrlo važno jer su mnoga mjesta na obalama još uvijek nepovezana cestama. 